# 2666 (roman)
2666 is een roman van de Chileense schrijver Roberto Bolaño.
De originele Spaanse versie werd postuum uitgegeven in 2004. De Nederlandse vertaling van Aline Glastra van Loon en Arie van der Wal verscheen in 2009.
De roman bestaat uit vijf delen die aanvankelijk bedoeld waren om afzonderlijk te worden uitgegeven. Bolaño heeft er de laatste vijf jaar van zijn leven, tijdens zijn ziekte, aan gewerkt. Bij zijn overlijden was hij zo goed als klaar en vond men als titel 2666, alhoewel het manuscript nergens een verwijzing naar dit jaartal of naar dit getal bevat. 
De roman beschrijft de onopgeloste moorden op 300 vrouwen in Santa Teresa, een fictieve stad in het noorden van Mexico (in werkelijkheid Ciudad Juárez. Een ander belangrijk deel speelt zich af aan het oostfront tijdens de Tweede Wereldoorlog. 
Het deel van de critici beschrijft een groep van vier literatuurwetenschappers die zich verdiepen in het werk van de Duitse schrijver Benno von Archimboldi. Hun zoektocht leidt uiteindelijk naar Santa Teresa. 
Het deel van Amalfitano volgt een bizarre professor filosofie aan de universiteit van Santa Teresa, die vreest dat zijn dochter het slachtoffer wordt van het geweld in de stad.
Het deel van Fate volgt een Amerikaans journalist die voor een zwart tijdschrift een bokswedstrijd moet verslaan in Santa Teresa, maar die geïnteresseerd geraakt in de moorden. 
Het deel van de misdaden geeft de kroniek van de moorden in Santa Teresa tussen 1993 en 1997 en de vruchteloze pogingen van de politie om de daders te vinden.
Het deel van Archimboldi onthult dat de mysterieuze schrijver eigenlijk Hans Reiter heet en in 1920 geboren is in Pruisen. Hij wordt als soldaat naar het Oostfront gestuurd en begint te schrijven onder het pseudoniem. Lang na de oorlog komt zijn zuster Lotte, met wie hij lang geen contact heeft gehad, erachter dat de schrijver haar broer is. Lotte bezoekt haar zoon Klaus, die in de gevangenis van Santa Teresa zit op verdenking verscheidene vrouwen te hebben vermoord.   